# Рожицын, Валентин Сергеевич
Валентин Сергеевич Рожицын (1888—1942) — русский и советский прозаик, издатель, редактор, литературный критик.

## Биография
Занимался наукой и литературной деятельностью ещё до революции. С мая до осени 1918 года — один из издателей и редакторов социалистического иллюстрированного литературно-художественного еженедельника «Колосья» в Харькове.
По воспоминаниям харьковского художника-кубофутуриста, графика, одного из крупнейших сценографов УССР Бориса Косарева (1897—1994), целая группа художников, куда входил и Б. В. Косарев, оформляли этот журнал, при этом разрыв с издателем произошёл, когда В. С. Рожицын заставил их закончить оформление журнала не за две недели как обычно, а за неделю, пригрозив в противном случае сдать их немцам, оккупировавшим в то время Харьков.
При советской власти активно занимался пропагандой нового искусства и нового мировоззрения. Много лет занимался исследованием жизни и деятельности Джордано Бруно.
Широкую известность В. С. Рожыцин, получил когда Советской власти срочно понадобились учёные кадры для антирелигиозной пропаганды. Благодаря своим многочисленным антирелигиозным брошюрам, В. С. Рожыцин вскоре сменил столицу УССР Харьков на Москву, хотя специалисты крайне критично относились к его трудам. Лишь главная его книга, «Джордано Бруно и инквизиция», которая вышла посмертно, до сих считается лучшей книгой по этой теме. В книге он освещает важный момент истории культуры эпохи Возрождения.
Работал в Центральном антирелигиозном музее в Москве.
Изданная им тиражом 5000 экземпляров книга про коммунизм, предназначенная для официальной пропаганды, помогла В. С. Рожыцину успешно сделал себе карьеру по партийной линии.

## Избранная библиография
- Развитие в греческой политической литературе учения о формах государственного устройства // Сборник статей в честь проф. В. П. Бузескула. (Харьков, 1914)
- Рецензия на книгу: "Древний мир в памятниках его письменности. 1915, т.1. (1915)
- Интернационал. 1864—1917. Очерк истории международного союза рабочих (Книгоиздательство"Друг народа", 1917)
- Русская революция в свете западно-европейских революций 1730—1789 — во Франции, 1917 в России (Книгоиздательство «Друг народа», 1917)
- Искусство и падающий мир. Сборник нового искусства. (Издание Всеукраинского отдела искусств народного комиссариата просвещения, 1919)
- Строительство пролетарского искусства. (Революционное искусство. Киев, Бюро пропаганды всеукраинского литературного комитета народного Комиссариата просвещения, 1919)
- Как люди создали бога. (Харьков. Главполитпросвет УССР, 1922)
- Происхождение христианства (1922)
- Революция против бога (1922)
- Грядущий мир: Сборник / Ред. В. Рожицын. (Харьков: Главполитпросвет УССР, 1922)
- Неокантианство и марксизм (Харьков: Главполитпросвет УССР, 1922)
- Первобытный коммунизм (Харьков. Главполитпросвет УССР, 1923)
- Существует ли загробная жизнь? (1923)
- Пасха (1924)
- Рождество Христова (1925)
- Умирающий бог: Происхождение христианского культа страдающего, умирающего и воскрешающего бога Иисуса (Пролетарий, 1925)
- Происхождение христианского бога-отца (Харьков: Пролетарий, 1925)
- Гегель и Фейербах о религии (М.-Л, 1925)
- Происхождение священных книг. (в соавт. Л. : Прибой, 1925, М., 1925)
- Раннее христианство в освящении современников. (М.-Л, 1926)
- Тихоновцы, обновленцы и контр-революция. (М.-Л., 1926)
- Атеизм А. С. Пушкина. (Издательство: Атеист, 1928)
- Святая пасха (1929)
- Золотая легенда: книга о святых мучениках (Госиздат, 1925., М.:Безбожник, 1930)
- Джордано Бруно и инквизиция. (М.: Из-во АН СССР, 1955)
- Марксистское введение в науку
- Джордано Бруно. Документы и свидетельства современников (рукопись, снабженная обстоятельными комментариями и примечаниями)